# Чиппинг-Нортон
Чиппинг-Нортон (англ. Chipping Norton) — небольшой городок в графстве Оксфордшир, в 40 км от Оксфорда, окружённый грядой холмов Котсуолдс.

## История

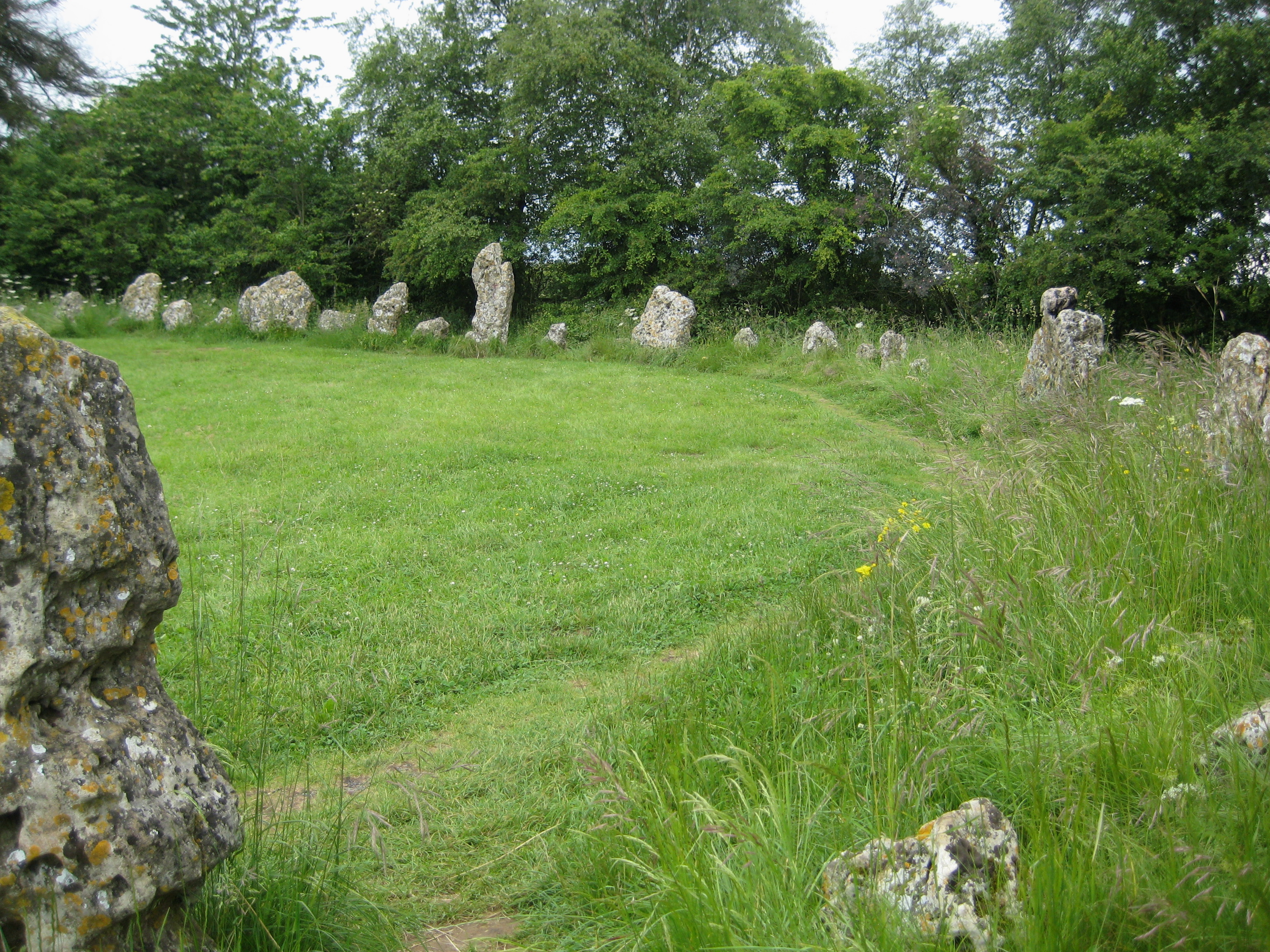
Кромлех The Rollright Stones

### До XVII века
Название города берет своё начало от древнеанглийского слова «cēping», что означает «рынок». Таким образом Чиппинг-Нортон дословно переводится, как «Северный Рынок».
До конца не ясно, что располагалось на этих землях во времена англосаксов, однако в 2000 году в своей лекции профессор Джон Блэр сделал предположение, что Чиппинг-Нортон был всего лишь пригородом более крупного города Чалбери, располагавшегося южнее. В настоящее же время Чалбери значительно меньше Чиппинг-Нортона и представляет собой деревню.
Древнейшее свидетельством доисторических поселений на этой территории располагающееся в 4 км к северу от Чиппинг-Нортона — мегалитическое сооружение The Rollright Stones.
Сам город берет свою историю с небольшого поселения на склоне холма, на котором располагался Замок Мотт и Бейли. К настоящему времени от этого замка остался лишь ров. Рядом с замком располагалась Церковь Св. Девы Марии. Здание церкви несколько раз перестраивалось в 1485 и 1825 годах, однако некоторые части датируемые XII веком сохранились до наших дней.
С 1205 года до наших дней сохранилась традиция устраивать ежегодную сентябрьскую ярмарку — «Mop Fair». Многие рыночные здания той эпохи были перестроены, однако ярмарка в Чиппинг-Нортоне осталась не тронутой с XIII века. Позднее, пастбища были переделаны под пахотные земли. В средние века благодаря производству шерсти, Котсуолдс стал одним из самых богатых регионов Англии. Многие здание той эпохи, ставшие центром города, до сих пор сохранились. И в наше время эта часть Котсуолдс остаётся важным сельскохозяйственным регионом графства.

### После XVII века

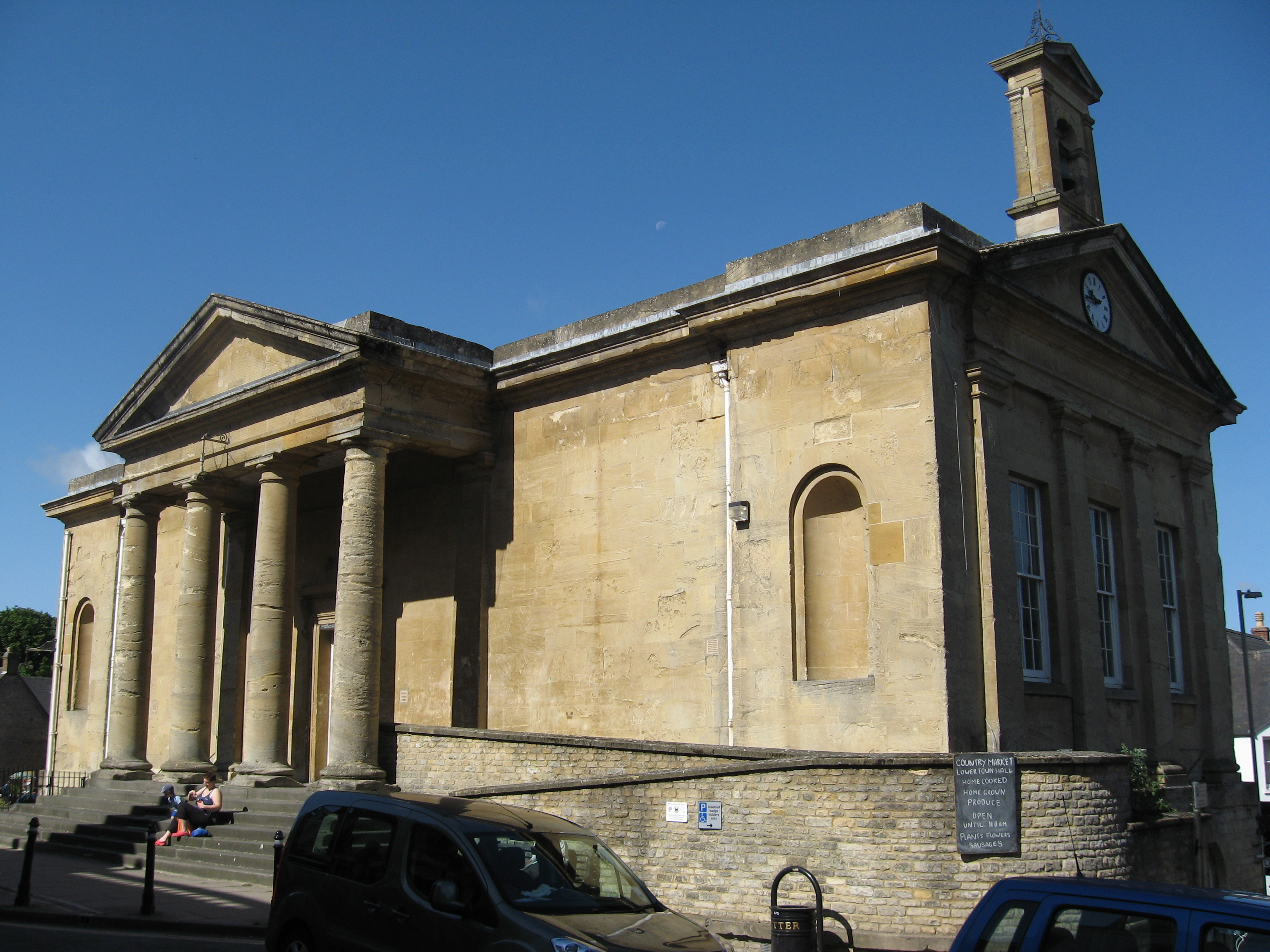
Городская Ратуша

В 1796 году Джеймс и Уильям Хитчманы основали на Вест стрит свою пивоварню «Hitchman’s Brewery». В 1849 году был построен большой пивоваренный завод с собственной скважиной и элеватором. Три поколения семьи Хитчман держали пивоварню, однако в 1890 году Альфред Хитчман продал завод. В период с 1891 по 1917 год новые владельцы расширили производство путём скупки маленьких окрестных пивоварен. В 1924 году «Hitchman’s Brewery» влилась в компанию «Hunt Edmunds», а в 1931 «Hunt Edmunds» закрыла пивоварню в Чиппинг-Нортон.
На территории Чиппинг-Нортон открываются промышленные предприятия, такие как кожевенный и чугунолитейный завод, а также фабрика по переработке шерсти.
В 1770-х годах в Чиппинг-Нортоне открылся первый работный дом. Более крупный работный дом был построен в 1836 году архитектором Джорджем Уилкинсоном в виде восьмиугольника. В 1856—1857 годах другой архитектор Джордж Эдмунд Стрит пристроил к дому часовню. Дом выполнял свои функции до 1929 года, а во время Второй Мировой войны здесь располагался госпиталь. В 1948 году было принято решение о передаче здания Министерству Здравоохранения, где была открыта психиатрическая больница. В 1983 году больницу закрыли и передали дом в частную собственность.
В 1835 году в Чиппинг-Нортоне была построена Городская Ратуша в стиле Неоклассицизм. В 1836 году в том же стиле была построена Церковь Св. Троицы архитектором Джоном Рептоном, внуком знаменитого Хамфри Рептона.
В 1855 году в городе открылась первая железнодорожная станция. Железная дорога связывала Чиппинг-Нортон с Оксфордом. В 1887 году была открыта вторая ветка, которая связала Чиппинг-Нортон с Нортгемптонширом. Таким образом маршрут от Оксфордшира до Нортгемптоншира стал частью Железной Дороги «Banbury and Cheltenham». Во время строительства второй ветки к западу от города в районе фермы Элмсфилд был прокопан тоннель длиной 626 метров.
В мае 1873 года в Чиппинг-Нортоне произошли беспорядки после осуждения и вынесения приговора Мученицам из Эскота — 16 женщинам, пытавшимся помешать штрейкбрехерам.
В 1951 году компания British Rail открыла регулярное пригородное железнодорожное сообщение между Чиппинг-Нортоном и ближайшим городом Банбери. В 1962 году British Rail закрыла старый железнодорожный вокзал и добавила пригородный маршрут между Чиппинг-Нортоном и Нортгемптонширом. В 1964 году British Rail закрыла грузовой терминал и линию грузовых перевозок, а старый тоннель замуровали.
В 1872 году в западной части города была построена твидовая фабрика. В 1913 году рабочие фарики устроили забастовку, которая продолжалась восемь месяцев. Фабрика закрылась в 1980 году. Её здание было перестроено в многоквартирный дом и является местной достопримечательностью.
В 1974 году Чиппинг-Нортон официально приобрёл статус города.

## База ВВС
Рядом с Чиппинг-Нортоном во время Второй Мировой войны располагалась база Королевских военно-воздушных сил Великобритании. Базу открыли 10 июля 1940 года, а в 1945 году её расформировали. К 1950 году её территория была отдана под сельскохозяйственные угодья.
Учебные полёты авиационных школ SFTS 6 и SFTS 15 управлялись с базы в Чиппинг-Нортоне.
Первые полёты из Оксфорда и Гарварда были осуществлены с этого аэродрома.
В 1940 году база дважды подвергалась бомбардировке. Однако самолёты Люфтваффе промахнулись, сбросив бомбы восточнее аэродрома.

## Политика
Чиппинг-Нортон входит в округ Уитни. От округа избирается один член парламента по мажоритарной избирательной системе. В настоящее время округ представлен премьер-министром Дэвидом Кэмероном.. Регион Юго-Восточная Англия представлен в Европарламенте двумя советниками от Консервативной партии и одним советником Лейбористом. Тем самым округ Уитни считается консервативным и поддерживает премьер-министра Кэмерона.

## Климат
Климат Чиппинг-Нортона очень мягкий и влажный. Межсезонные колебания малы, летом не бывает жары, а зимой — морозов. Климат умеренный морской. Средняя температура января и февраля (самых холодных месяцев) +3,1 °C, июля (самого тёплого) +15,8 °C.

| Показатель                    | Янв. | Фев. | Март | Апр. | Май  | Июнь | Июль | Авг. | Сен. | Окт. | Нояб. | Дек. | Год  |
| ----------------------------- | ---- | ---- | ---- | ---- | ---- | ---- | ---- | ---- | ---- | ---- | ----- | ---- | ---- |
| Средний суточный максимум, °C | 6,0  | 6,2  | 8,9  | 11,9 | 15,3 | 18,8 | 20,6 | 20,1 | 17,6 | 13,8 | 9,2   | 7,1  | 13,0 |
| Средняя температура, °C       | 3,1  | 3,1  | 5,2  | 7,6  | 10,6 | 14,0 | 15,8 | 15,4 | 13,2 | 10,0 | 6,0   | 4,2  | 9,0  |
| Средний суточный минимум, °C  | 0,3  | 0,1  | 1,5  | 3,3  | 6,0  | 9,2  | 11,1 | 10,8 | 8,8  | 6,2  | 2,9   | 1,3  | 5,1  |
| Норма осадков, мм             | 57   | 48   | 51   | 49   | 56   | 56   | 46   | 66   | 54   | 52   | 59    | 66   | 660  |

## Инфраструктура

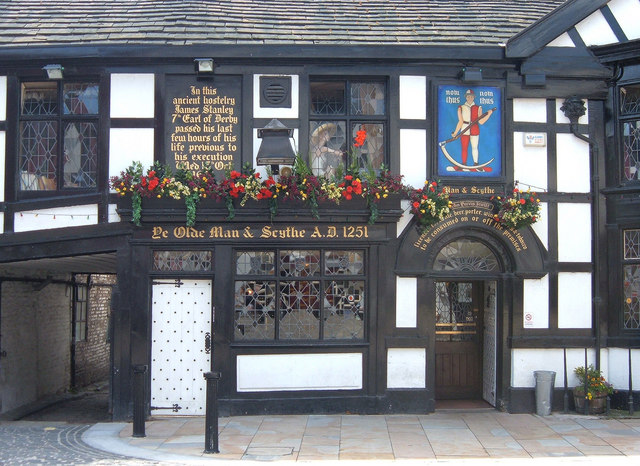
Здание Паба

Центр города славится своими магазинчиками. Ближе к окраинам располагаются Мегамоллы национальных торговых сетей, таких как Wal-Mart и Tesco. В городе множество пабов, а также функционирует театр.
В городе работают три школы. Две из них начальные — Католическая школа Св. Троицы и Англиканская школа Св. Девы Марии, третья — Средняя школа Чиппинг-Нортона.
С 1980 года в Чиппинг-Нортоне открыт голф-клуб — старейший в Оксфордшире.
Команда по регби Чиппинг-Нортона играет за Южные Графства в Северном Дивизионе отборочного чемпионата «Кубка Шести Наций». Местная команда по футболу играет в Южной Конференции. Городская команда по крикету играет в Шестом Дивизионе Оксфордширской ассоциации крикета. В Чиппинг-Нортоне также есть команда по игре в боулз.
В городе функционируют благотворительные организации Women's Institutes и Rotary International.
В Чиппинг-Нортоне существует студия звукозаписи Chipping Norton Recording Studios. В период с 1972 по 1999 год на студии записывались такие музыканты, как Status Quo, Duran Duran, Radiohead, Wet Wet Wet, Марианна Фейтфулл, Джефф Бек, Элисон Мойе.

## Известные жители
- Элизабет Джейн Уэстон (1581 — 1612) — поэтесса XVII века, родилась в Чиппинг-Нортоне, позже переехала в Прагу.
- Джеймс Хинд (1616 — 1652) — бандит и роялист XVII века, был казнён за государственную измену в 1652 году.
- Эдвард Стоун (1702 — 1768) — священнослужитель, глава Англиканской церкви, впервые выделил 2-гидроксибензойную кислоту — основной компонент Аспирина[22].
- Чарльз Стюарт Парнелл (1846 — 1891) — основатель и лидер Ирландской Парламентской партии, проживал в Чиппинг-Нортоне в ранние годы.
- Конрой Мэддокс (1912 — 2005) — британский художник сюрреалист.
- Джефри Бербидж (1925 — 2010) — астроном, член Лондонского королевского общества, переехал в Кембридж.
- Ронни Баркер (1929 — 2005) — британский комедийный актёр, в 1987 году открыл в Чиппинг-Нортоне антикварный салон.
- Дженис Мик (род. 1944) — обладательница мирового рекорда, переплывшая океан, первая женщина — Мэр Чиппинг-Нортона[23].
.
- Рэйчел Вард (род. 1957) — британская актриса, переехала в Австралию.
- Джереми Кларксон (род. 1960) — телеведущий, переехал в Чиппинг-Нортон из Донкастера[24].
- Ребекка Брукс (род. 1968) — первая женщина — редактор британского табло́ида The Sun, шеф редактор издательского дома News International, переехала в Чиппинг-Нортон.
- Уэнтуорт Миллер (род. 1972) — актёр, переехал в Нью-Йорк[25].
- Доминик Сэндбрук (род. 1974) — британский историк, переехал в Чиппинг-Нортон[26].
- Дэн Байлс (род. 1974) — британский полярный путешественник-исследователь, мореплаватель, океанский гребец, член Консервативной партии Великобритании, член Парламента Великобритании от округа Северный Уорикшир.